# Pekka Haavisto
Pekka Olavi Haavisto (sinh ngày 23 tháng 3 năm 1958) là một chính khách người Phần Lan của Liên đoàn Xanh. Kể từ năm 2019, ông giữ chức Bộ trưởng Bộ Ngoại giao.
Haavisto trở lại Quốc hội Phần Lan trong bầu cử quốc hội Phần Lan vào tháng 3 năm 2007 sau khi vắng mặt 12 năm và được bầu lại một lần nữa vào năm 2011, 2015 và 2019. Từ tháng 4 năm 1995 đến tháng 4 năm 1999, ông là Bộ trưởng Môi trường trong Nội các Lipponen I. Vào tháng 10 năm 2013, ông được bổ nhiệm làm Bộ trưởng Phát triển Quốc tế sau khi Heidi Hautala từ chức. Ông cũng là thành viên của Hội đồng Thành phố Helsinki.
Ông cũng là ứng cử viên cho cuộc bầu cử tổng thống Phần Lan 2012 và bầu cử tổng thống Phần Lan 2018 sắp diễn ra lần thứ hai và thua Sauli Niinistö trong cả hai lần. Haavisto trở thành ứng cử viên đồng tính công khai đầu tiên ra tranh cử tổng thống Phần Lan.

## Đời tư
Sau khi hoàn thành kỳ thi tuyển sinh của trường trung học phổ thông, Haavisto bắt đầu học ngành khoa học xã hội tại Đại học Helsinki nhưng không hoàn thành bằng cấp.
Khi còn trẻ, ông đã chọn dịch vụ phi quân sự hơn là phục vụ vũ trang trong Lực lượng Quốc phòng.
Haavisto là người đồng tính công khai; Ông sống trong một quan hệ kết hợp dân sự với Nexar Antonio Flores, một người đàn ông ở Ecuador từ năm 2002, họ đã ở bên nhau từ năm 1997 khi họ gặp nhau trong một câu lạc bộ đêm ở Bogotá.